# Xica da Silva (telenovela)
Xica da Silva (pronunciado /'ʃika/) es una telenovela brasileña producida por la compañía Rede Manchete (ahora llamada RedeTV!), escrita por Walcyr Carrasco y dirigida por Walter Avancini y Jacques Lagôa. Protagonizada por Taís Araújo junto a Victor Wagner con la participación antagónica de Drica Moraes como la malvada Violante, Altair Lima y la actuación estelar de Giovanna Antonelli, Guilherme Piva, Alexande Lippiani, Andréa Avancini 
y los primeros actores  José Steinberg, María Alves, Edson Montenegro, Lourdes Mayer y Miriam Pires.

## Trama
Esta telenovela está inspirada en la vida de Xica da Silva, una de las mujeres más célebres de Brasil, que fue una esclava liberta que vivió a mediados del siglo XVIII en el pueblo del Tijuco (actualmente Diamantina, Minas Gerais), fue conviviente del comendador de turno con quien tuvo trece hijos y se convirtió en la persona más rica y poderosa de la región.
La novela consta de 231 capítulos. Fue transmitida en Brasil el año 1996 y posteriormente fue exportada y retransmitida al mundo desde esa fecha, teniendo gran acogida en lugares tan lejanos como África. Es considerada una de las novelas más famosas sobre la esclavitud, junto a La esclava Isaura. Su transmisión desató polémica por crudas escenas de desnudez y violencia. Resumidamente, la trama se desarrolla en el siglo XVIII en el Tijuco, cuando todavía Brasil era colonia de Portugal. La esclava Xica se volvió reina gracias a su encanto natural femenino y astucia, escandalizando la sociedad religiosa, conservadora, prejuiciosa y racista de la época.
La historia es narrada con momentos tanto cómicos como dramáticos y eróticos, siendo esta mezcla bastante acertada para atraer público a las tramas sociales que son el fondo de las historias transcurridas en el Tijuco. Así podremos apreciar violaciones a los derechos humanos en época de esclavitud y entre otros males sociales que persisten en la actualidad, todo esto ambientado en un siglo que se resiste a los cambios sociales que se estaban produciendo.

## Producción
La ambiciosa dirección de Avancini para Xica da Silva dio por resultado una telenovela fuerte, sensual, realista, y no ahorró en escenas de violencia explícita. Son incontables las secuencias de asesinatos, ejecuciones, torturas y hasta violaciones. Uno de los momentos más fuertes de la novela aparece cuando Maria, madre de Xica, es muerta teniendo sus brazos y piernas amarrados a cuatro caballos que, asustados por un tiro, corren en direcciones contrarias, descuartizando el cuerpo de la ya entonces ex esclava en la plaza pública. Además de esa, las escenas que envolvían las brujerías de los personajes de Bemvinda (Bienvenida) y Violante no economizaron en tecnología y realismo. 
"Xica da Silva" se convirtió en la primera telenovela brasileña transmitida en horario estelar en que el papel principal lo protagonizara una actriz negra, Taís Araújo, que tenía tan solo 17 años cuando fue elegida para este papel, pero fue solo al cumplir los 18 años que la actriz pudo actuar desnuda en la novela. La actriz Zezé Motta (que interpretó a Xica da Silva en la película del mismo nombre en 1976) actúa el personaje de Maria, la madre de Xica y en el último capítulo personifica a Xica en su vejez.
Varios actores que estaban en el elenco fueron pura jugada de mercadotecnia promovida por el director Walter Avancini. Tal es el caso de Adriane Galisteu (Clara Caldeira), que tenía poco parlamento, pero aparecía desnuda por casi toda la novela. Otra jugada de marketing fue la participación de Ilona Staller, "la Cicciolina", exactriz porno y diputada húngara naturalizada italiana. Fue invitada para actuar en los últimos capítulos como la princesa Ludovica de Castelgandolfo. Los cantantes Eduardo Dusek, Kiko Zambianchi y Leci Brandão, que jamás habían sido actores en novelas, también participaron, siendo esta última quien se quedó más tiempo en el elenco.
La telenovela "Xica da Silva" tuvo una inversión de más de diez millones de dólares, con un trabajo de reconstrucción histórica impecable que va desde la confección de cerca de cien trajes hasta trescientas pelucas que reproducen fielmente los modelos usados en el siglo XVIII. 
En la apertura original de la novela, exhibida en la extinta Rede Manchete, fueron utilizadas fotos de la iglesia de San Francisco de Asís en Ouro Preto, Minas Gerais. Las pinturas de la iglesia fueron fotografiadas y retocadas; más tarde, animadas y dieron origen a la apertura de la telenovela, que escandalizó a los espectadores, pues en ella, Xica es colocada en el lugar de Nuestra Señora de la Concepción, que adorna la cúpula de la iglesia barroca. 
Además de la ciudad en Maricá, los estudios del Complejo de Água Grande y la naturaleza de rara belleza de Diamantina, la novela también tuvo locaciones en Portugal. Las escenas de los últimos capítulos fueron grabadas en el Palacio del marqués de Pombal en Lisboa.

## Argumento
La historia se desarrolla en el siglo XVIII bajo el reinado de José I de Portugal. El pueblo de Tijuco, enclavado en Minas Gerais, vive la fiebre de la recolección de diamantes, que son enviados a enriquecer al Reino de Portugal. Allí vive el hombre más importante de Brasil, el Comendador Felisberto Caldeira D’Abrantes, encargado por el Rey del manejo de las minas de diamantes del Arraial del Tijuco. Cuando el Comendador decide vender a su joven esclava Xica, a un burdel, la joven se venga robándole un baúl de diamantes que le correspondía a la Corona Portuguesa. El plan, ejecutado por Xica con la complicidad del negro Quiloa, enamorado de ella, arruina a sus señores que son enviados a la prisión en Portugal. Con la fortuna en mano y, para no levantar sospechas, Xica y Quiloa deciden enterrar el baúl, para que, más tarde, tuvieran dinero suficiente para comprar sus cartas de libertad.
Con la desgracia de la familia del Comendador, Quiloa huye para un quilombo donde más adelante se convertirá en líder de los esclavos fugitivos, mientras Xica es vendida al Sargento Mayor Tomaz Cabral. Su nueva ama es la histérica Violante, hija de Cabral. En la casa del sargento, Xica conoce al nuevo Comendador designado por el Rey, João Fernandes da Oliveira, comprometido (prácticamente a su llegada) en matrimonio con Violante. El Comendador se encanta al ver la esclava. En la fiesta de compromiso de Violante y João, el Sargento, sumergido en la felicidad de poder casar a su hija, le incita al Comendador a pedir lo que quisiera como regalo, a lo que este le responde que quiere a Xica. La esclava es enviada al Comendador, pero se niega a dormir con él. Eso aguza aún más la pasión de João, que conmovido por la belleza de Xica, decide esperar que ella misma lo busque. Después de su primera noche de amor, y de mucho pelear con Violante, el Comendador rompe el compromiso con su prometida y resuelve admitir su pasión por Xica en público y le da su carta de libertad. Desafiando todas las normas sociales de la época, convierte a la ex-esclava en su concubina oficial, asumiendo públicamente su relación y la llena de riquezas. 
Triunfante, Xica se mostrará orgullosa, vengativa y vivirá en la opulencia de una verdadera reina. En su nueva posición se involucrará como benefactora en la vida de muchos personajes del Tijuco, especialmente en la historia de amor de Martim Caldeira y Maria das Dores Gonçalo. Por esos motivos ganará muchos enemigos, encabezados por la despechada Violante. En forma paralela, el Comendador luchará por detener el contrabando de diamantes que involucra a las más altas autoridades políticas de la región que constantemente buscarán arruinar la reputación del Comendador ante el Rey de Portugal, lo que finalmente logran conseguir y João Fernandes es obligado por el Rey a retornar a Portugal a rendir cuentas de su gestión.
Xica se queda en el Tijuco y es acusada de brujería por intrigas de Violante y secundada por los enemigos del Comendador. Es apresada y condenada a la hoguera por la Inquisición, a pesar de que les entregó como soborno la fortuna de diamantes que tenía escondida. Para liberar a Xica, el Comendador acepta casarse con Violante, que, influyente, retira las acusaciones, liberando a Xica y viaja a Portugal donde contrae matrimonio con el Comendador João Fernandes. Pero inmediatamente después de la ceremonia, este jura que nunca hará vida conyugal con ella y la encierra en su castillo, ejerciendo el poder que la ley le otorga como su esposo. A raíz del encierro, Violante comienza a perder la razón. Mientras tanto, João vuelve a Brasil a encontrarse con Xica y a despedirse para siempre de ella, pues el Rey lo ha destituido de su cargo de Comendador, ordenándole quedarse en Portugal. Finalmente, Xica se queda en Brasil con los dos hijos que tuvo con João Fernandes, criados con lujo, dinero y educación.

## Reparto
Con una cruz entreparéntesis los personajes que fueron muriendo en la telenovela.
- Taís Araújo - Xica da Silva
- Victor Wagner - Comendador João Fernandes da Oliveira
- Drica Moraes - Violante Cabral
- Carlos Alberto - Sargento Mayor Tomaz Cabral (†)
- Fernando Eiras - Luís Felipe Cabral (Detenido)
- Jayme Periard - Don Félix
- Giovanna Antonelli - Elvira, la costurera y, más tarde, la meretriz del pueblo, Condesa de la Barca
- Murilo Rosa - Martim Caldeira Brant
- Míriam Pires - Doña Bemvinda (Bienvenida) (†)
- Carla Regina - Maria das Dores (María Dolores) Gonçalo
- Ana Cecília Costa  - Tomásia (Tomasa)(+)
- Teresa Sequerra - Micaela Cabral (†)
- Eliana Guttman - Doña Maria do Céu (Cielo) Gonçalo
- André di Mauro - Don Duarte (†)
- Maurício Gonçalves - Quiloa
- Andréa Avancini - Eugênia
- Lui Mendes - Malé
- Maria Clara Mattos - Paulina Caldeira Brant
- Marcos Polo
- Fernando Vieira - soldado Bonifácio
- Charles Möeller - Santiago Cabral
- Matheus Petinatti - Xavier Cabral
- Luciano Rabelo - soldado Amaro (+)
- Walney Costa - Doctor Lourenço (Lorenzo) (†)
- José Steinberg - Padre Aguiar  (†)
- Maria Alves - Rosa
- Guilherme Piva - José Maria (José Mujer) Masiel, conde de la Barca
- Haroldo de Oliveira - Jacinto (†)
- Lucimara Martins - Maria Benguela (María Morena)
- Alexandre Moreno - Jerônimo
- Edson Montenegro - Mandinga (†)
- Romeu Evaristo - Damião (Damián) (†)
- Iléa Ferraz - Fátima (Detenida)
- Rita Ribeiro - Señorita Úrsula Aguiar de Albuquerque e Guibarai "La Santita"
- Ludmila Dayer - Isabel Gonçalo

Los niños
- Ingrid Friedman - Ana Gonçalo
- Otávio Victoriense - Carlos Cabral (participación especial) (†)

Actores de Portugal
- António Marques - Teodoro Pereira
- Lídia Franco - Guiomar Pereira
- Anabela Teixeira - Maria Graça (María Gracia) Pereira
- Rosa Castro André - Maria Joaquina Pereira (†)
- Gonçalo Diniz - soldado Macário
- Camacho Costa - Obispo

Participaciones especiales
- Adriane Galisteu - Clara Caldeira Brant (†)
- Ângela Leal - Marquesa Carlota de Mogadouro
- Zezé Motta - Maria da Silva (†)
- Altair Lima - "Capitán de Los Bosques" Jacobino da Silva
- Eduardo Dusek - Capitán Mayor Emanuel Gonçalo (†)
- Leci Brandão - Severina (†)

- Joana Limaverde - Catalina (†)
- Sérgio Britto - Conde Valadares (Valladares)
- Alexia Dechamps - Condesa Efigênia (†)
- Khristel Byancco - Emerenciana Caldeira Brant (Detenida)
- Reynaldo Gonzaga - Comendador Felisberto Caldeira Brant (Detenido)
- Lourdes Mayer - Madre Superiora
- Paulo César Grande - Don Evaristo de Sepúlveda Toledo
- Marjorie Andrade - Amélia de Sepúlveda Toledo
- Dalton Vigh - Inquisidor Expedito
- Déo Garcez - Lacayo Paulo
- Alexandre Lippiani - Padre Eurico
- Lu Grimaldi - Fausta (†)
- Mário Cardoso - Capitán Sebastião de Albuquerque
- Milene Acosta - Novicia Pia
- Renata Oliveira - Agnes / Novicia
- Cláudia Borioni - Teodora Simões
- Sérgio Fonta - Doctor Pedras (Piedras) (†)
- Sérgio Viotti - Conde de la Barca
- Marcos Breda - Amadeu (Amadeo) (†)
- Sílvia Buarque - Elisa (†)
- Zózimo Bulbul - Caetano(+)
- Paulo Reis - Comandante
- Thalma de Freitas - Caetana (†)
- Léa García - Bastiana
- Carla Tausz - Genoveva
- Delma Silva - Mucama Jelena (†)
- Nill Marcondes - Mambenfe (†)
- Rômulo Arantes - Capataz
- Eduardo Conde - ?
- Glória Portela - Falsa Monja Veridiana (†)
- Ney Padilha - Juvenal
- Ilona Staller "La Cicciolina"- Condesa Ludovica de Castelgandolfo
- Ivano Nascimento - Diogo
- Érica Marques - Benedita
- Dona Zica - Josefina
- Kiko Zambianchi - Sargento
- Ademir Zaynor - Padre Bartolomeu da Silva de Oliveira
- Taís Araújo - Joana da Silva de Oliveira
- Zezé Motta - Xica da Silva (anciana)
- Fernanda Laculi - Novicia
- Lílian Pacheco - Novicia
- Marcela Carvalho - Novicia
- Ana Luiza - Novicia
- Stella Alane - Novicia
- Cássia Linhares - Novicia
- Airam Pinheiro - Soldado
- Matheus Aguiar - Soldado
- Sílvia Buarque
- Marcos Breda
- Matheus Aguiar
- Ana Paula Cândido
- Edson Branco
- Eliseu de Souza
- Geralda Lopes
- Marcos Silva
- Mônica Moura
- José Araújo
- Térnio Guindame
- Denys Laurentino
- Almir Martins
- Rômulo Oliveira
- Bruno Pacheco
- Luciana Pérez
- Lorena Rigaud
- Achla Teixeira
- Núbia de Oliveira

## Banda sonora
La banda sonora fue compuesta por el sublime compositor brasileño Marcus Viana. La abertura, Xica rainha, a cargo de Patrícia Amaral, Marcus Viana y la Transfônica Orkestra transfiere un aire especial de aquella época a través de la melodía barroca. Una canción altamente irónica y profana: a través de una melodía propia de la Iglesia, soberana de la sociedad en aquellos tiempos, se enaltece a la esclava Xica, llamándola de reina. En ese entonces, los seres humanos de piel negra tenían prohibido entrar a la casa de Dios. Con pocas y significativas palabras, la canción describe a nuestra protagonista: "Gloria a la reina Xica da Silva, mujer determinada y ambigua, ángel y diablo a la vez...".
Los siguientes son los temas que componen la banda sonora de la telenovela "Xica Da Silva" (1996):
- Xica Rainha - Patrícia Amaral, Marcus Viana e Transfônica Orkestra (Tema de Abertura)
- Quenda (Tema De Xica) - Marcus Viana e Patrícia Amaral
- Trindade - Marcus Viana
- Concerto De Outuno - Transfônica Orkestra
- Caco De Estrela - Zezé Motta
- Toque De Alba - Transfônica Orkestra
- Canção De Ninar - Carla Villar
- Capitão Do Mato - Transfônica Orkestra
- Encontro Das Águas - Eduardo Dusek
- Escarlate - Marcus Viana E Transfônica Orkestra
- Canção & Lundu - Collegium Musicum Brasiliensis
- Coroação Do Rei Do Quilombo - Transfônica Orkestra
- Brincadeiras Barrocas - Transfônica Orkestra1

## Premios y nominaciones

### Trofeu Impresa 1998
| Categoría                              | Persona                          | Resultado |
| -------------------------------------- | -------------------------------- | --------- |
| Mejor telenovela                       | Xica da Silva                    | Ganadora  |
| Mejor actriz protagónica               | Taís Araújo                      | Ganadora  |
| Mejor actor protagónico                | Victor Wagner                    | Ganador   |
| Mejor actor coprotagónico              | Murilo Rosa                      | Ganador   |
| Mejor actriz co-protagónica            | Rita Ribeiro                     | Ganadora  |
| Mejor Villana                          | Drica Moraes                     | Ganadora  |
| Mejor Villana                          | Glória Portela                   | Nominada  |
| Mejor Villano                          | Carlos Alberto                   | Ganador   |
| Mejor Villano                          | Eduardo Dusek                    | Nominado  |
| Mejor Primera Actriz                   | Zezze Motta                      | Ganadora  |
| Mejor Primer Actor                     | José Steinberg                   | Ganador   |
| Mejor Actriz de Reparto                | María Alves                      | Ganador   |
| Mejor Actriz de Reparto                | Eliana Guttman                   | Nominada  |
| Mejor Actor de Reparto                 | Edson Montenegro                 | Ganador   |
| Mejor Actor de Reparto                 | Sergio Britto                    | Nominado  |
| Mejor Actriz Juvenil                   | Milene Acosta                    | Ganadora  |
| Mejor Actor Juvenil                    | Maurício Gonçalves               | Nominado  |
| Mejor Revelación Femenina              | Giovanna Antonelli               | Ganadora  |
| Mejor Revelación Femenina              | Carla Regina                     | Nominada  |
| Mejor Revelación Masculina             | Guilherme Piva                   | Ganador   |
| Mejor Revelación Masculina             | Dalton Vigh                      | Nominado  |
| Mejor Trayectoria Artística (Homenaje) | Lourdes Mayer                    | Ganadora  |
| Mejor Trayectoria Artística (Homenaje) | Alexande Lippiani                | Ganador   |
| Mejor Compositor                       | Marcus Viana                     | Ganador   |
| Mejor Dirección de Escena              | Walter Avancini y Jacques Lagôa  | Ganador   |
| Mejor dirección de cámaras             | Lizâneas Azevedo y Jaques Lagoon | Ganadores |
| Mejor escritor                         | Walcyr Carrasco                  | Ganador   |
| Mejor producción                       | Walter Avancini                  | Ganadora  |

### Premios Minha Novela1999
| Categoría                        | Persona                          | Resultado |
| -------------------------------- | -------------------------------- | --------- |
| Mejor telenovela                 | Xica da Silva                    | Ganadora  |
| Mejor actriz protagónica         | Taís Araújo                      | Ganadora  |
| Mejor actor protagónico          | Victor Wagner                    | Nominado  |
| Mejor actor coestelar            | Guilherme Piva                   | Ganador   |
| Mejor actriz coestelar           | Giovanna Antonelli               | Ganadora  |
| Mejor Actriz Antagónica          | Drica Moraes                     | Ganadora  |
| Mejor Actriz Antagónica          | Alexia Dechamps                  | Nominada  |
| Mejor Actor Antagónico           | Eduardo Dusek                    | Ganador   |
| Mejor Actor Antagónico           | Mário Cardoso                    | Nominado  |
| Mejor Primera Actriz             | Maria Alves                      | Ganadora  |
| Mejor Primera Actriz             | Teresa Sequerra                  | Nominada  |
| Mejor Primer Actor               | José Steinberg                   | Ganador   |
| Mejor Primer Actor               | Edson Montenegro                 | Nominado  |
| Mejor Actriz Juvenil             | Rita Ribeiro                     | Ganadora  |
| Mejor Actor Juvenil              | Matheus Petinatti                | Ganador   |
| Mejor Revelación Femenina        | Andréa Avancini                  | Ganadora  |
| Mejor Actuación Infantil         | Ingrid Friedman                  | Ganadora  |
| Mejor Actuación Infantil         | Otávio Victoriense               | Ganador   |
| Mejor Trayectoria Artística      | Miriam Pires                     | Ganadora  |
| Mejor Actriz (Homenaje)          | Lourdes Mayer                    | Ganadora  |
| Mejor Actor (Homenaje)           | Alexande Lippiani                | Ganador   |
| Mejor Tema musical de Telenovela | Marcus Viana                     | Ganador   |
| Mejor Ambientación               | Walter Avancini y Jacques Lagôa  | Ganador   |
| Mejores Escenas                  | Lizâneas Azevedo y Jaques Lagoon | Ganadores |
| Mejor escritor                   | Walcyr Carrasco                  | Ganador   |
| Mejor producción                 | Walter Avancini                  | Ganadora  |

## Transmisiones en Brasil y demás países
En 2005, después de la quiebra de Rede Manchete, el SBT (Sistema brasilero de televisión) adquirió los derechos de exhibición de la novela y estrenó la repetición del 28 de marzo al 9 de diciembre del mismo año. La banda sonora de la apertura de la novela no era como en la Rede Manchete con el tema "Xica Reina". El éxito de la repetición de Xica da Silva, triplicó la audiencia de la emisora recolocándola en segundo lugar del horario estelar.
Xica da Silva fue exhibida en la TVI (Portugal) en 1997, y más tarde, en 2003, re-exhibida en el difunto canal de cable SIC Gold (Portugal). Tuvo gran éxito en el exterior, siendo transmitida en varios países como Chile (1999) (donde fue líder absoluta en CHV también en su repetición quedándose con la sintonía de las 22 horas, además Tais se convirtió en toda una celebridad en la televisión local), República Dominicana (que exhibió la novela cuatro veces), Angola (donde Taís Araújo fue recibida con honras de jefe de Estado, a causa del éxito de la trama), Venezuela, Ecuador, Rusia, Colombia, Bolivia, Honduras, Nicaragua, Puerto Rico, Panamá, Paraguay, Perú, Guatemala, Japón, Argentina y otros. 
Tuvo un enorme éxito en Estados Unidos, al ser exhibida por Telemundo. Taís Araújo fue contratada por esta cadena por un año para promover la novela y participó de un reality show allí. A causa del éxito de Xica tuvo también participación especial en el éxito colombiano, Betty la Fea. En la época fue elegida por la revista People española como una de las 50 personalidades más bonitas del mundo. Recientemente, del 14 de noviembre de 2006 al 24 de agosto de 2007, Xica fue representada en los EUA (por la tercera vez), esta vez por la TELE Azteca America.
En 2009 fue emitida por segunda vez (en forma completa y sin censura) en Argentina de lunes a viernes a las 22 por Canal 9, obteniendo altos niveles de audiencia, marcando 9,3 puntos de índice de audiencia en su último episodio el día martes 8 de septiembre. Fue transmitida por segunda vez en Perú a las 21:00 por el canal Red Global y en Venezuela, por tercera vez, en esta ocasión por Canal 12 comenzando a las 21:00 y cambiada luego a las 23:00 ubicándose entre tres de los programas más vistos en dicha franja. Desde el 9 de abril de 2012 volvió a Perú de la mano de Panamericana a las 15:00.
Xica se transmitió en Colombia por segunda vez, en el canal local privado de Bogotá City tv, de lunes a viernes de 10:45 a 11:45, sin censura.
En 2018, se transmitió en Canal 5 Paravisión de Paraguay desde las 20:00 hasta las 21:00, en Venezuela a través del Canal 10 (Televen) a las 03:00 a. m. debido a la censura, ya que la primera vez se trasmitió a las 9:00 p. m. sin censura de ningún tipo), y en Chile se transmitió en el horario de las 22:00 por Telecanal.
En Ecuador se transmitió por primera vez a través de la señal de Ecuavisa entre 1998 y 1999 y reposicionó en el mismo canal en el año 2000 y por segunda vez por la señal de RTS desde el lunes 21 de junio de 2010 a las 19.00 con censura, más tarde se cambió su transmisión a la versión sin censura y se comenzó a transmitir a las 23:45.
En Guatemala se transmitió por segunda vez, en esta ocasión en canal 3 a las 22:00, siendo un éxito rotundo.
En Bolivia se transmitió 2010 por tercera vez, en esta ocasión el canal 5 Bolivisión a las 23:00.
A partir del 26 de octubre de 2015 se retransmitió para Latinoamérica por la señal de Pasiones.
Venezuela apuesta por cuarta vez a esta producción otra vez por las pantallas de Televen que se mantiene como líder en todos los horarios y busca reforzar se estrena el día miércoles 8 de junio de 2022 en el horario de las 22:00 que deja la producción La Reina de Indias y el Conquistador